# Bretagne
Koordináták: é. sz. 48° 09′, ny. h. 2° 52′48.150000°N 2.866667°W
Bretagne (kiejtéseⓘ, IPA: bʀəta'ɲ, kb. brötány, bretonul Breizh, IPA: bʁejs) félsziget, Franciaország egyik régiója. Székhelye Rennes.

## Földrajz

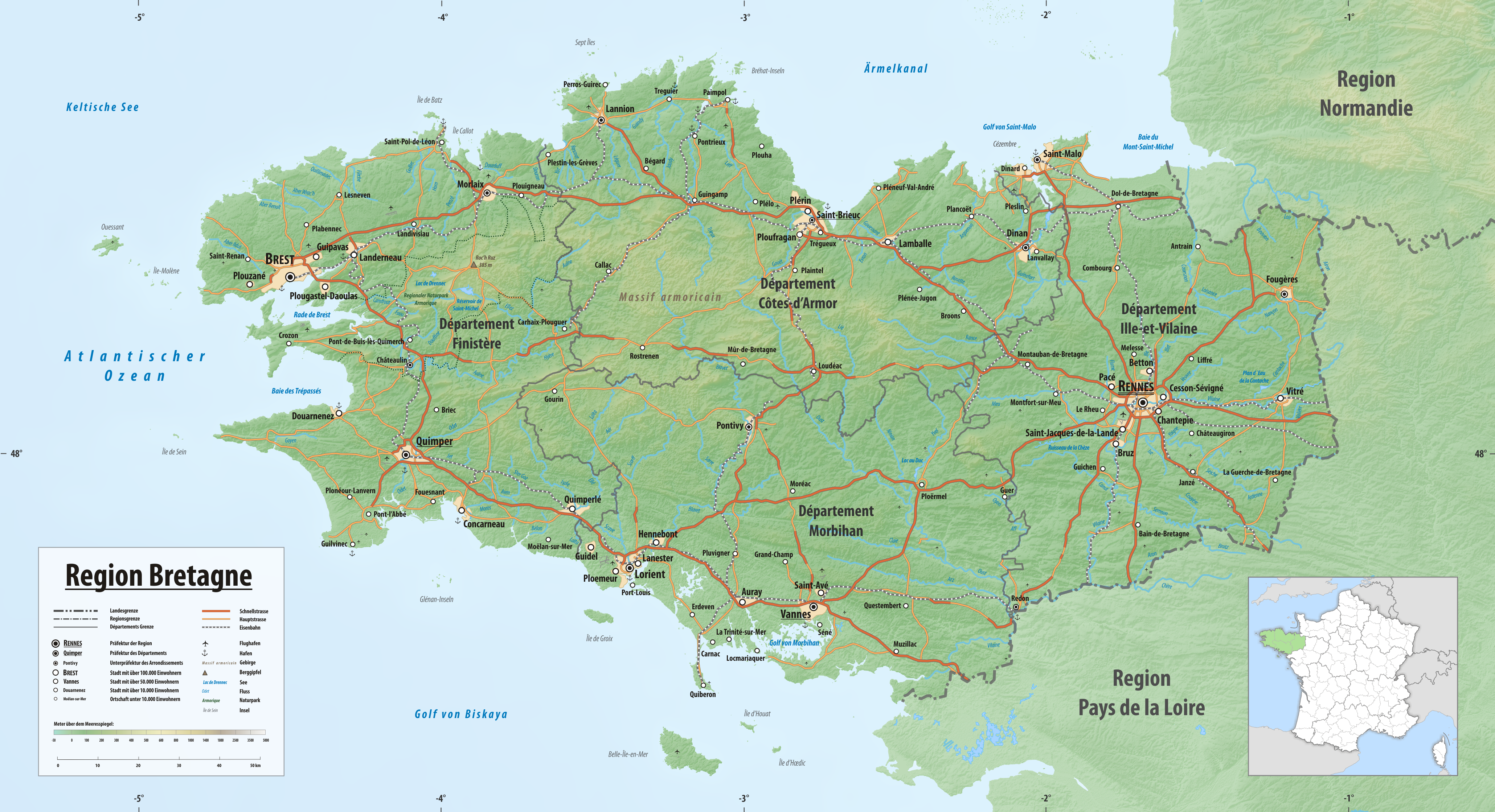
Bretagne domborzati térképe

Bretagne Franciaország legnyugatibb csücskében helyezkedik el. Hagyományosan két részre osztják: az Armorra és az Argoat-ra. Az Armor jelentése a tenger országa, ami jellemző is rá, hiszen ez a terület foglalja magába Bretagne partjait, míg az Argoat, aminek jelentése az erdő országa, Bretagne belső részét. A partoknak külön nevük van, mint például a Smaragd- vagy a Jáde-part. A partok többsége főbb jellegzetességéről kapja nevét, ilyen például a Rózsaszín Gránitpart. A partok közelében sok kisebb-nagyobb sziget van szétszóródva, például Ouessant és Bréhat.

### A régió megyéi és városai
| Térkép | Megye           | Székhely     | Városok                                    | Terület (km²) | Népesség (fő) | Népsűrűség |
| ------ | --------------- | ------------ | ------------------------------------------ | ------------- | ------------- | ---------- |
|        | Côtes-d’Armor   | Saint-Brieuc | - Dinan - Dinard - Saint-Brieuc            | 6 878         | 591 641       | 86         |
|        | Finistère       | Quimper      | - Brest - Douarnenez - Quimper             | 6 733         | 897 628       | 133        |
|        | Ille-et-Vilaine | Rennes       | - Cancale - Fougères - Rennes - Saint-Malo | 6 775         | 988 140       | 146        |
|        | Morbihan        | Vannes       | - Carnac - Lorient - Vannes                | 6 823         | 721 657       | 106        |

A négy megye 15 kerületből (4-4-4-3), 102 kantonból (27-27-27-21) és 1206 (348-277-332-249) községből (commune) áll.
A történelmi Bretagne része a Nantes székhelyű Loire-Atlantique megye is.

## Történelem

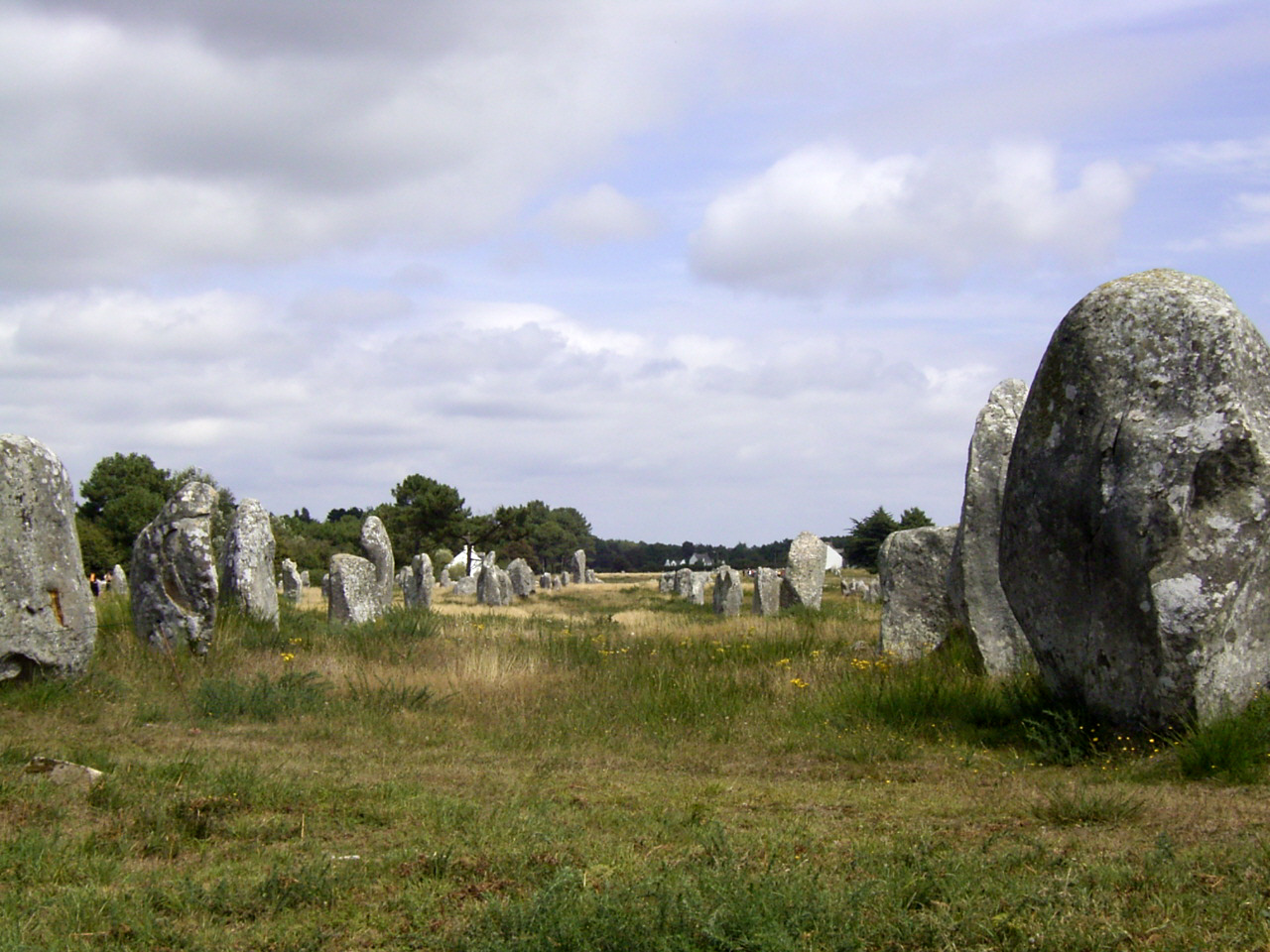
Menhirek Carnacban

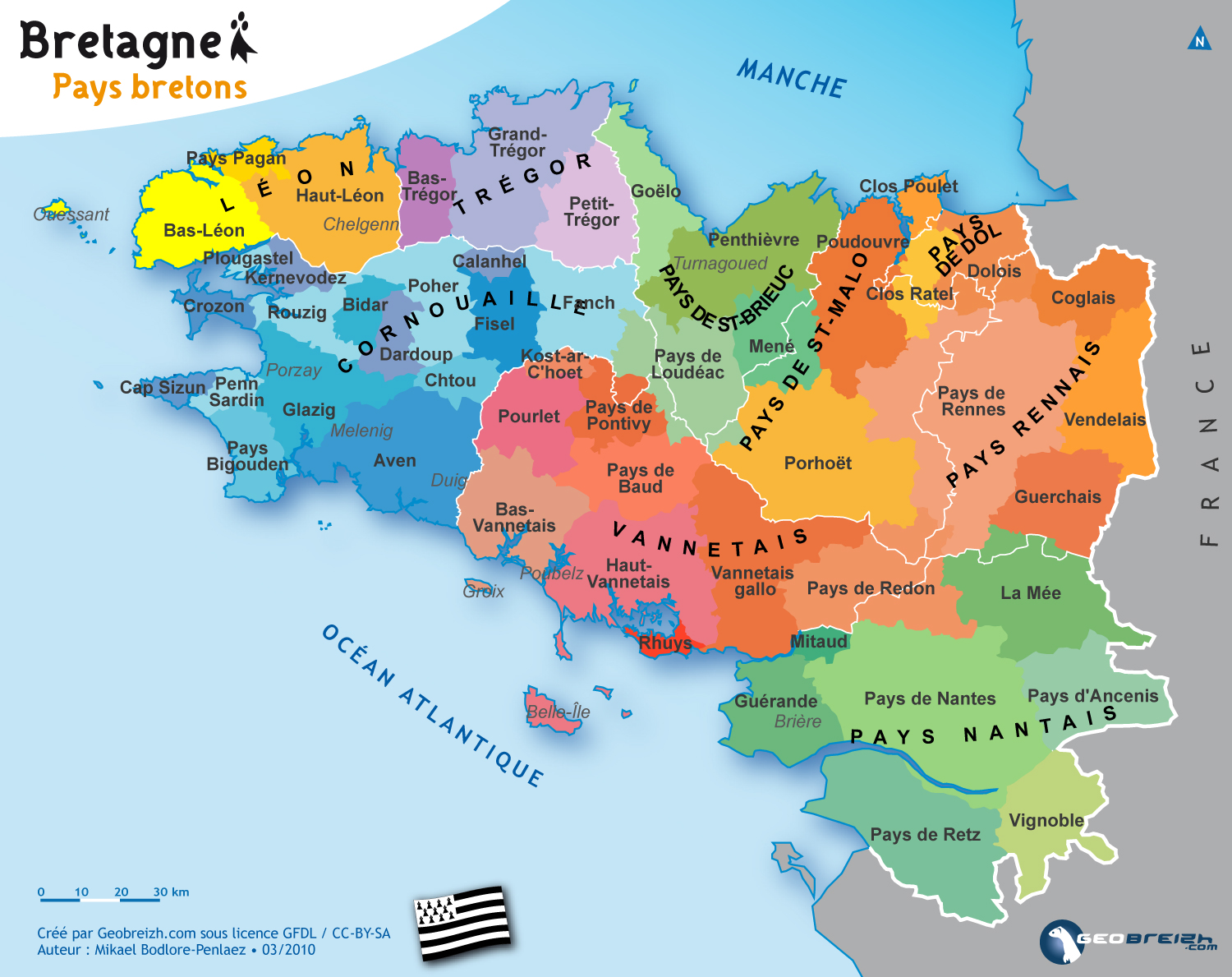
Bretagne történelmi régiója

Bretagne-ba i. e. 1. évezred folyamán kelta törzsek vándoroltak be, majd i. e. 56-ban Julius Caesar elfoglalta, és Armorica néven a Római Birodalom tartományává tette. Az 5–6. században Délnyugat-Britanniából keresztény bretonok települtek át a területre. Nevét a Brit-szigetek római nevétől való megkülönböztetése miatt kapta („kis Britannia”).
Bretagne-t Vannes grófja, Nominoë fejedelem (†851) egyesítette 845-ben.
Fellázadt a frank fennhatóság ellen, és kivívta Bretagne függetlenségét. Elfoglalta Nantes-ot és Rennes-t, és ezzel véglegessé tette a tartomány területi kiterjedését. Őt I. Jámbor Lajos, francia király bízta meg mint vazallust Bretagne kormányzásával. Lajos utódja, II. Kopasz Károly idején Bretagne független hercegséggé vált.
952 körül normann uralom alá került a félsziget. Connan rennes-i gróf (†992) fia, Geoffroi (†1008) felvette a hercegi címet, amely 1066-ban az angol Plantagenêt-ház, majd 1213-ban a francia Capeting-ház egyik oldalágára szállt. III. János (†1341) utód nélküli halála után a breton örökösödési háborúban az angolpárti John Monfort legyőzte a francia Blois Károlyt (†1364), s megszerezte a hercegi címet. A százéves háború után ismét francia fennhatóság alá került.
I. Miksa a breton uralkodóval, II. Ferenccel együtt harcolt a franciák ellen, de vereségük után Ferencnek alá kellett írnia a verger-i békét 1487. augusztus 10-én, miszerint Ferenc lányai csak a francia király engedélyével házasodhatnak. Mivel leánya és utóda, Bretagne-i Anna engedély nélkül ment hozzá Miksához, VIII. Károly francia király meghódította Rennes-t, ahol Anna tartózkodott, és 1491. december 6-án feleségül vette őt annak ellenére, hogy Anna már férjnél volt, ő maga pedig jegyes. Bretagne ezzel elveszítette függetlenségét, ám miután Károly meghalt, Anna megpróbálta visszanyerni az önállóságot, annak ellenére, hogy hozzá kellett mennie – megint csak egy szerződés miatt – XII. Lajoshoz, Károly utódjához. Anna idősebbik lányát, Claude-ot, próbálta Bretagne hercegnőjévé tenni egy V. Károly német-római császárral való házassággal, de Lajos Angoulême-i Ferencet tette meg örökösévé, és Claude-ot hozzáadták feleségül, így Bretagne 1532-ben végleg elveszítette függetlenségét.

## Kultúra

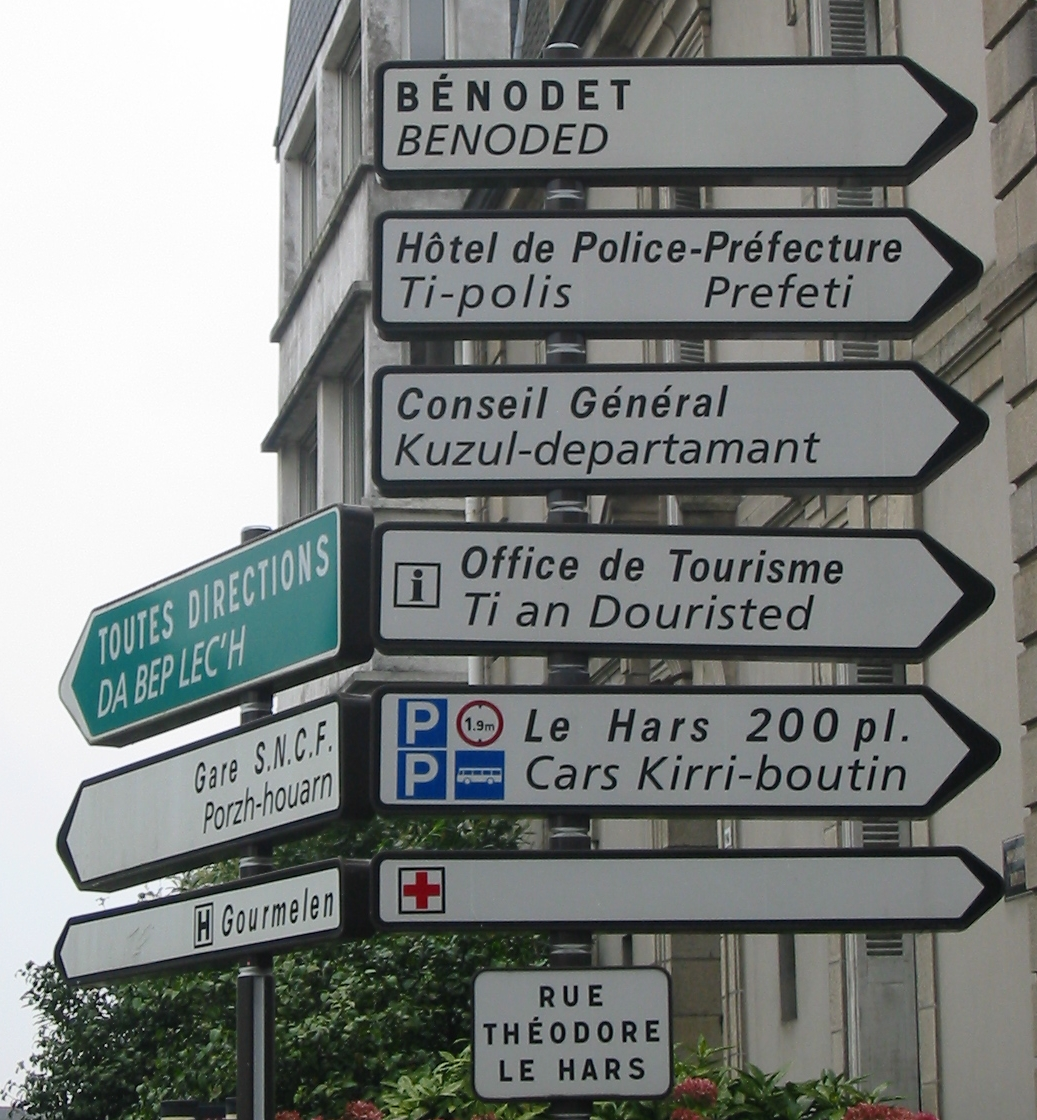
Kétnyelvű közlekedési tábla Quimperben

Ma a breton nyelvet 240 000 fő beszéli (1997) három megyében: Finistère, Côtes-d’Armor, Morbihan, mindenütt 30% alatt, a beszélők 65%-a nyugdíjas, 9%-a rendelkezik felsőfokú, 11%-a középfokú végzettséggel (1997), 50 000-nél nagyobb településen lakik a beszélők 8,5%-a. (A bretonok nyelvismerethez nem kötött száma 450 000 fő 2005-ben). A Diwan-mozgalom követelése, amely a baszk Ikastolak mozgalom nyomdokain született, a kizárólagos breton oktatás óvodától érettségiig (a francia oktatását idegen nyelvként képzelik). A tíz breton folyóiratnak mindössze néhány száz előfizetője van, napilap nincs. Gondot okoz a négy elkülönülő tájnyelv (cornouailles, léonais, trégorrois, vannetais). Ezen írásbeli formáját ma egy közös, iskolában is, folyóiratokban is használt helyesírás egyesíti (Peurunvan, „egyesült”), habár évtizedeken át húzódó vita után egyes tanszéken még alternatív szabványt használnak (Etrerannyezhek, „tájszólás közti”). A két mindmáig használt szabvány inkább részletekben tér el egymástól, a különbség nem akadályozza a szöveg megértését. Néhány idősebb anyanyelvi breton-beszélők pedig csak nehezen tudják összekötni ezt a írásbeli formát a nekik ismerős tájszólással, ha nem volt alkalmuk tanulni.
Néhány regionális rádióadó működik, szövetségük az ORLAB. A kulturális szervezeteket a „Kendalc’h” szövetség fogja egybe.

### Színház
A breton színházi (théâtre breton/teatr brezoneg) kultúra születésekor sokkal inkább francia, mint kelta hatásjegyeket hordozott, a középkori ír szerzetesi kultúra, amelyből a breton is táplálkozott, gyanakvással tekintett a színház műfajára. A 14. században tűnik fel Bretagne-ban az első írott kelta színházi emlék (Ordinalia), ill. ezzel egyidejűleg egy komikus töredék. Az ezt követő időkből egy sor egyházi indíttatású verses mű maradt fenn, ezek főleg helyi szentek életét dolgozzák fel. A világi színdarabok a 18. században tűnnek fel, helyüket hamar a francia nyelvű darabok foglalják el. A breton nyelv soha sem tudott színpadi nyelvként igazán lábra kapni, ez nem meglepő ismerve a forradalom utáni mindenkori francia állam kisebbségpolitikáját.
A breton drámairodalom talán egyetlen klasszikusa a különben nem is breton származású Tangi (Tanguy) Malmanche. Főműve a „Gurvan ar Marc`heg etrañjour” (Gurvan, az idegen lovag, 1923).
Bretagne-ban ma négy állami színház (centre dramatique national és scène national) mellett 37 más például városi (municipal) színház létezik, természetesen ezek többsége csak többfunkciós színházterem. Ezek közül három breton színház nyert szakmai elismertséget. Ezek: Ar Vro Bagan (Plouguerieau), a Penn ar Bed (Brest) és a Gaïa (Concarneau). Fesztiváljuk a C’hoariva e Kerne (Festival du Théâtre en breton).
A breton nyelvű színházak Concarneau-ban valamint a környező Elliant-ban és St. Yvi-ben (Bretagne) 2002 óta évente fesztivált rendeznek, ennek moderátora a „Brest-vidéki breton nyelv és kultúra háza”. („Maison de la langue bretonne et de la culture en pays de Brest”), szervezője a „Tud Bro Konk” szövetség („Fédération des associations culturelles bretonnes”)
Ezenkívül nagyon népszerűek a breton táncházak (fest noz, fest deizh, „éjünnep”, „napünnep”), a breton (néha francia nyelvű) népzene, de breton nyelvű rock- és rapzene is létezik.

### Legendák
- Artúr mondakör
- Trisztán és Izolda legendája
- Ys város legendája

### Kövek
A legnagyobb számban ezek a kövek Carnacnál találhatók, de szinte egész Bretagne-ban előfordulnak.
- menhir: Egyedülálló, magas kőtömb; de csoportosan is előfordul. A menhir szó jelentése breton nyelven „hosszú kő”.
- dolmen: Egymásra állított kőtömbök együttese, amelyeket gyakran földdel borítottak, hiszen ezek valójában síremlékek. A dolmen szó jelentése „kőasztal”.

### Mitológiai lények
- korrigan – erdei tündér, manó
- sellő – tengeri lény, amely félig hal és félig nő
- szirén – szépen éneklő, de gonosz tengeri lény
- ankou(wd) – a (breton) halál

## Kapcsolódó szócikk
- Bretagne uralkodóinak listája